# M.Hatna, Mandya
M.Hatna là một làng thuộc tehsil Mandya, huyện Mandya, bang Karnataka, Ấn Độ.